# Рубио, Паулина
Паулина Сусана Рубио Досамантес (исп. Paulina Susana Rubio Dosamantes; род. 17 июня 1971) — мексиканская певица, киноактриса, модель и бизнесвумен.

## Биография
Родилась в Мехико в семье актрисы Сусаны Досамантес и юриста Энрике Рубио. У неё есть младший брат Энрике. Паулина брала уроки музыки и танцев, начиная с пяти лет. Музыкальную карьеру она начала в 1982 году в детской поп-группе Timbiriche, руководителем которой был Мигель Бозе, и покинула группу в 1991 году после записи 10 альбомов.

### EMI: Золотое время
В 1991 вышла из Timbiriche и сосредоточилась на сольной карьере. Она переехала в Испанию, чтобы работать над сольным проектом. В 1992 году вышел её дебютный альбом, La Chica Dorada на лейбле EMI. Название альбома стало прозвищем Паулины, которую в Латинской Америке называют «La chica Dorada». Сингл «Mío» с этого альбома быстро завоевал популярность. Альбом La Chica Dorada к 1997 году был признан бриллиантовым: продано свыше 1,2 миллионов копий по всему миру. Этот альбом считается лучшей работой певицы со звукозаписывающей компанией. Следующими стали альбомы: 24 кilates, El Tiempo Es Oro. Альбом 1996 года Planeta Paulina стал последней работой Паулины на EMI Music.

### Paulina(2000—2001)
В 2000 году подписала контракт с Universal Music Group, что сделало её известной на мировой арене. Альбом Paulina занимает первое место в 2001 году по продажам, и дважды становится бриллиантовым в Мексике с количеством проданных экземпляров в 2 000 000.
Альбом Paulina был выпущен в Италии, Турции, Бразилии, Великобритании и Португалии. Благодаря успеху синглов «Lo Hare Por Ti», «El último adios», «Yo No Soy Esa Mujer» и «Y Yo Sigo aquí» этот альбом был продан в количестве 5 000 000 экземпляров по всему миру.

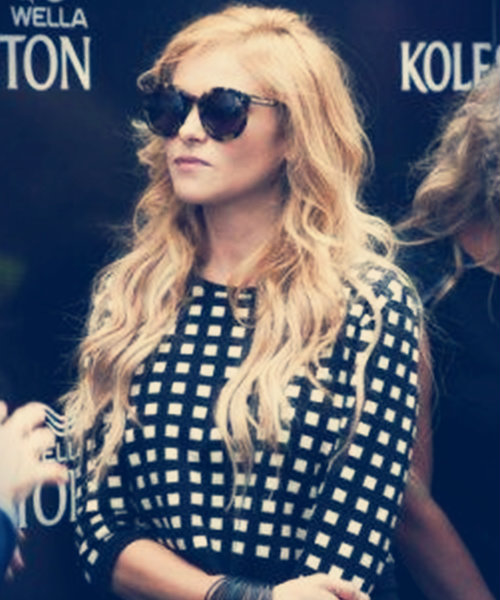
Паулина Рубио в 2014 году

### Border Girlи другие альбомы (2002—2008)
В 2002 году она выпустила Border Girl, альбом, ставший золотым в США, Канаде, Италии и Японии, первым синглом которого был «Don't Say Goodbye».
В 2004 году она опубликовала свой третий международный альбом Pau-Latina с такими синглами, как «Те Quise Tanto» и «Dame Otro Tequila», которые заняли первые места в чартах в Латинской Америке и Соединённых Штатах.
В 2006 году она выпустила Ananda, который был мультиплатиновым альбомом в США и некоторых странах Латинской Америки. В общей сложности Паулиной было продано более 20 миллионов записей на протяжении всей своей карьеры с 1992 по 2008 год.

### 2009 — по настоящее время:Gran City Pop
Девятый студийный альбом Gran City Pop был выпущен 23 июня 2009 года. Gran City Pop был продан в количестве более 300 000 экземпляров за первую неделю релиза, и стал платиновым в США и золотым в Мексике. Первый сингл «Causa y Efecto» (в переводе с исп. — «Причина и следствие») достиг первого места в чарте Billboard Hot Latin Songs, занял первое место в чартах Мексики, Испании, Колумбии и других латиноамериканских стран.
Второй сингл Gran City Pop «Ni rosas ni juguetes» (в переводе с исп. — «Ни розы, ни игрушки») также пользовался большим успехом. 11 ноября 2009 года на эту песню был выпущен официальный ремикс, а затем — видеоклип.

## Личная жизнь
В 2007—2013 года Паулина была замужем за специалистом по связям с общественностью Николасом Валлехо-Нахера. У бывших супругов есть сын — Андреа Николас Валлехо-Нахера Рубио (род. 14.11.2010).
С 2013 года Паулина состоит в фактическом браке с певцом Херардо Басуа. У пары есть сын — Эрос Басуа Рубио (род. 5 марта 2016).

## Дискография

### Альбомы
- 1992: La chica dorada (EMI)
- 1993: 24 kilates (EMI)
- 1995: El tiempo es oro (EMI)
- 1996: Planeta Paulina (EMI)
- 2000: Paulina (Universal Music México)
- 2002: Border Girl (Universal Music — Universal Records(USA))
- 2004: Pau-latina (Universal Music México)
- 2006: Ananda (Universal Music México)
- 2009: Gran City Pop (Universal Music Spain)
- 2011: BRAVA! (Universal Music Spain)
- 2018: Deseo

### Другие диски
- 1996: Grandes Éxitos/Versiones Remix
- 2000: Top Hits (EMI Latin)
- 2001: I'm So In Love (EMI Latin)
- 2002: Flashback: Greatest Hits (EMI Latin)
- 2003: La Historia CD/DVD (EMI Latin)
- 2004: Sin Pausa (EMI Latin)
- 2006: Mío: Paulina y Sus Éxitos (EMI International)
- 2008: Celebridades CD+DVD (Televisa EMI Music)
- 2009: Gran Pop Hits 2CD/DVD (EMI Latin)

### Синглы
Все видеоклипы доступны на YouTube.

| - «Mio» (1992) - «Abriendo las puertas al amor» (1992) - «Amor de mujer» (1992) - «Sabor a miel» (1992) - «Nieva, nieva» (1993) - «Vuelve junto a mi» (1993) - «El ultimo adios» (2000) - «Lo hare por ti» (2000) - «Sexi dance» (2000) - «Tal vez, quiza» (2000) | - «Y yo sigo aquí» (2001) - «Yo no soy esa mujer» (2001) - «Don’t Say Goodbye» (2002) - «Si tu te vas» (2002) - «Todo mi amor» (2002) - «The One You Love» (2002) - «Baila Casanova» (2002) - «Te quise tanto» (2004) - «Algo tienes» (2004) | - «Dame otro tequila» (2004) - «Alma en libertad» (2004) - «Mia» (2005) - «Ni una sola palabra» (2006) - «Nada puede cambiarme» (2006) - «Ayudame» (2007) - «Causa y Efecto» (2009) - «Ni rosas ni juguetes» (2009) - «Ni rosas ni juguetes» feat. Pitbull (2009) - «Algo de ti» (2010) - «Cause and effect» (2010) - «Dirty Picture» feat. Taio Cruz(2010) - «Me gustas tanto» (2011) - «Boys Will Be Boys» (2012) |